# Gisela Wohlfromm
Gisela Wohlfromm (* 26. April 1965) ist eine deutsche Kunsthistorikerin.

## Leben
Gisela Wohlfromm verbrachte ihre Jugend in Heidenheim an der Brenz. Sie studierte Geschichte und Kunstgeschichte und Archäologie in Würzburg. 1992 schloss sie ihr Studium mit dem  Magister Artium ab und promovierte 1995. Seit 1993 ist sie mit Hans-Jörg Wohlfromm verheiratet, mit dem sie drei Kinder hat. Zusammen mit ihrem Mann hat sie Publikationen zur Zeitgeschichte, zur allgemeinen Geschichte sowie zur Kunst und Kultur geschrieben. Gisela Wohlfromm hält außerdem Vorträge. Von 2005 bis 2019 war sie Kunstbeauftragte der IHK Würzburg-Schweinfurt. Von 2006 bis 2008 arbeitete sie bei der Stadt Würzburg im „Büro Würzburg International“, wo sie sich u. a. um die Städtepartnerschaften kümmerte. Seit 2008 gehört Gisela Wohlfromm das Auktionshaus Mars in Würzburg. Sie lebt mit ihrem Ehemann in Würzburg.

## Veröffentlichungen
- Rembrandts Auseinandersetzung mit der Kunst Adam Elsheimers. Ars faciendi, Bd. 8. Lang, Frankfurt a. M. u. a. 1997, ISBN 3-631-30433-1 (zugl. Dissertation Würzburg 1995).
- mit Hans-Jörg Wohlfromm: Deckname Wolf. Hitlers letzter Sieg. edition q im Quintessenz Verlag, Berlin 2001, ISBN 3-86124533-7.
- mit Hans-Jörg Wohlfromm: Und morgen gibt es Hitlerwetter! Alltägliches und Kurioses aus dem Dritten Reich. Eichborn Verlag, Frankfurt am Main 2006, ISBN 3-82185629-7.